# Pionothele
Genre
Pionothele est un genre d'araignées mygalomorphes de la famille des Pycnothelidae.

## Distribution
Les espèces de ce genre se rencontrent en Afrique du Sud et en Namibie.

## Liste des espèces
Selon World Spider Catalog (version 22.5, 26/09/2021) :
- Pionothele gobabeb Bond & Lamb, 2019
- Pionothele straminea Purcell, 1902

## Publication originale
- Purcell, 1902 : « New South African trap-door spiders of the family Ctenizidae in the collection of the South African Museum. » Transactions of the South African Philosophical Society, vol. 11, p. 348-382 (texte intégral).